# Malaxis jaraguae
Malaxis jaraguae är en orkidéart som först beskrevs av Frederico Carlos Hoehne och Schltr., och fick sitt nu gällande namn av Guido Frederico João Pabst. Malaxis jaraguae ingår i släktet knottblomstersläktet, och familjen orkidéer. Inga underarter finns listade i Catalogue of Life.